# 花園の御田舞
花園の御田舞（はなぞののおんだまい）は、和歌山県伊都郡かつらぎ町大字花園梁瀬に伝わる民俗芸能。1981年1月21日重要無形民俗文化財指定。
早朝に下花園神社でお祓いを受けた後に遍照寺大日堂へ渡御し、午後は大日堂において「廻り鍬」「田打」「水迎」「牛呼」「苗代」「田植」「田刈」「籾摺」などの稲作に関する作業を模した舞が演じられる。かつては数日間にわたって夜通し行われたが、現在は隔年の旧正月前後に行われる。また、開催地も旧花園村から梁瀬地区に移っている。
初春の予祝行事である田遊びの一典型であり、1年間の農作業の過程を古風な歌と踊りで演じることで、その年の豊穣を祈るという形式を現代に伝えている。